# Charles Manson

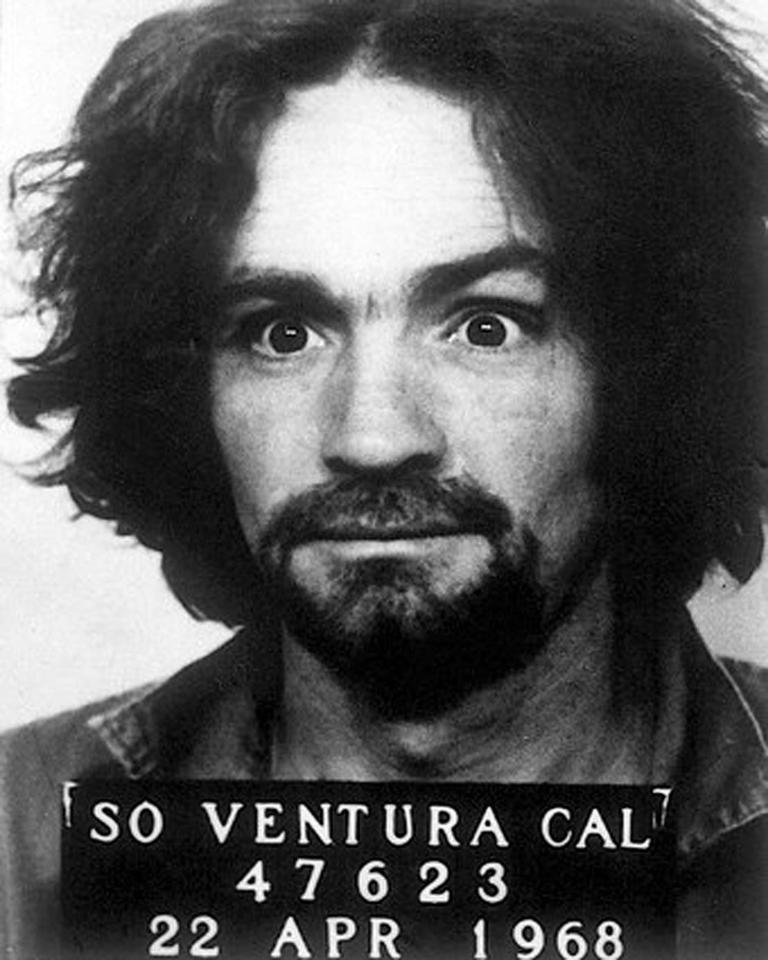
Charles Manson auf einem Polizeifoto aus dem Jahr 1968

Charles Milles Manson (* 12. November 1934 in Cincinnati, Ohio, als Charles Milles Maddox; † 19. November 2017 in Bakersfield, Kalifornien) war ein US-amerikanischer Krimineller, Musiker und Mörder. Er war Anführer der Manson Family, einer sektenähnlich strukturierten und rassistisch ausgerichteten Kommune, die 1969 weltweit für Schlagzeilen sorgte, als einige ihrer Mitglieder der Tate-LaBianca-Morde überführt wurden. Manson hatte die Morde angeordnet und wurde deshalb zum Tode verurteilt. Nachdem die Todesstrafe 1972 in Kalifornien ausgesetzt worden war, verbüßte er eine lebenslange Haftstrafe.

## Leben

### Herkunft und Kindheit (1934–1947)
Manson wurde 1934 als uneheliches Kind der 16-jährigen Kathleen Maddox († 1973) in Cincinnati geboren. Einige Monate später heiratete seine Mutter den Arbeiter William Manson, dessen Nachnamen Charles annahm. Seinen leiblichen Vater lernte Charles Manson nach eigenen Angaben nie kennen. Aus Gerichtsdokumenten geht hervor, dass seine Mutter 1936 ein Verfahren zur Feststellung der Vaterschaft gegen einen „Colonel“ Scott aus Ashland, Kentucky, eingeleitet hatte. Scott, dessen Vorname unbekannt ist, wurde im April 1937 gerichtlich zu Unterhaltszahlungen für Manson verpflichtet, kam dieser Verpflichtung aber nicht nach und soll 1954 gestorben sein.
1939 verübte Mansons Mutter zusammen mit ihrem Bruder Luther einen bewaffneten Raubüberfall auf eine Tankstelle, woraufhin sie zu einer fünfjährigen Gefängnisstrafe verurteilt wurde. Während ihrer Haft lebte Manson bei einer Tante und einem Onkel in McMechen in West Virginia. Ab 1942 wohnte er wieder bei seiner Mutter, die vorzeitig auf Bewährung aus der Haft entlassen worden war. Rückblickend erinnerte sich Manson, dass sie in den folgenden Jahren in heruntergekommenen Hotels gelebt hatten. Zudem sei seine Mutter Alkoholikerin gewesen und habe zahlreiche Männerbekanntschaften gepflegt.
Auf gerichtliche Anordnung kam Manson 1947 auf die Gibault School for Boys, ein Erziehungsheim in Terre Haute, Indiana. Dort fiel er durch mangelnde Anpassungsfähigkeit, geringe Lernbereitschaft sowie Launenhaftigkeit und Verfolgungswahn auf. Nach zehn Monaten lief er davon und kehrte zu seiner Mutter zurück, die ihn jedoch nicht bei sich aufnehmen wollte. Kurz darauf wurde er bei einem Einbruch erwischt, woraufhin ihn ein Gericht in die von Edward Flanagan gegründete Jugendhilfeeinrichtung Boys Town bei Omaha in Nebraska schickte. Bereits wenige Tage nach seiner Ankunft flüchtete der 13-jährige Manson mit einem anderen Jungen zu dessen Onkel nach Peoria in Illinois. Auf dem Weg dorthin verübten sie zwei bewaffnete Raubüberfälle. In Peoria wurden sie bei einem Einbruchsdiebstahl gefasst, zu dem sie der Onkel angestiftet hatte. Manson kam daraufhin in eine Jugendstrafanstalt nach Plainfield, Indiana.

### Aufenthalte in Jugendstrafanstalten (1948–1954)
In den drei Jahren, die er in Plainfield verbrachte, flüchtete er insgesamt 18-mal aus der Jugendstrafanstalt. Seine letzte Flucht im Februar 1951 trat der 16-jährige Manson mit zwei Mitinsassen und einem gestohlenen Auto an, das sie bis nach Kalifornien bringen sollte. Unterwegs begingen sie seiner eigenen Schätzung zufolge rund 20 Raubüberfälle. In Utah wurden sie bei einer zufälligen Polizeikontrolle aufgegriffen. Durch das Überqueren mehrerer Bundesstaatsgrenzen mit einem gestohlenen Wagen hatte Manson erstmals gegen ein Bundesgesetz, den Dyer Act, verstoßen. Am 9. März 1951 kam er in eine Jugendstrafanstalt in Washington, D.C. Dort nahm er an einem Intelligenztest teil, durch den bei ihm ein als durchschnittlich geltender IQ von 109 ermittelt wurde. In seiner Gefängnisakte wurde er als aggressiver, asozialer, rastloser und launischer Jugendlicher mit einem wenig förderlichen Familienleben beschrieben.
Im Juni 1951 wurde er von einem Psychiater untersucht, der in Mansons Leben ein „beträchtliches Ausmaß an Zurückweisung, mangelnder Stabilität und psychischem Trauma“ feststellte. Weiter befand der Gutachter, dass Manson aufgrund von Minderwertigkeitsgefühlen jeden Gedanken an seine Mutter verdränge. Um sich mit seiner vergleichsweise geringen Körpergröße von 1,57 m gegenüber anderen Jungen zu behaupten, habe er sich „gewisse einfache Verhaltensmuster im Umgang mit anderen Menschen zugelegt. Sie bestehen vor allem in einem ausgeprägten Sinn für Humor [und der] Fähigkeit, sich beliebt zu machen … Dies könnte alles in allem zur Entwicklung einer ‚aalglatten‘, angepassten Persönlichkeit führen, doch bleibt der Eindruck bestehen, dass sich hinter all dem ein äußerst sensibler Junge verbirgt, der die Hoffnung noch nicht aufgegeben hat, sich in der Welt in irgendeiner Form Liebe und Zuneigung zu verschaffen.“ Nach einer dreimonatigen psychotherapeutischen Behandlung empfahl der Psychiater eine Unterbringung in einer Anstalt mit geringeren Sicherheitsvorkehrungen, in die Manson am 24. Oktober 1951 überstellt wurde.
Im Januar 1952 bedrohte er einen ebenfalls jugendlichen Mithäftling mit einer Rasierklinge und zwang ihn zum Analverkehr. Eine ihm in Aussicht gestellte dreimonatige Haftverkürzung wurde daraufhin nicht gewährt. Stattdessen kam er in eine Haftanstalt in Petersburg, Virginia, wo er als „gefährlich“ eingestuft wurde. In seiner Akte wurde vermerkt: „Manson hat eindeutig homosexuelle und gewalttätige Neigungen.“ Wegen mehrfacher disziplinarischer Verstöße und weil er als Sicherheitsrisiko für sich selbst und andere galt, wurde er am 22. September 1952 in die Haftanstalt in Chillicothe, Ohio, verlegt. Laut Anstaltsakte fiel er dort durch seine „negative Haltung gegenüber Autorität“ auf, zeigte sich aber dennoch kooperativ und arbeitswillig. Zu seinen Aufgaben gehörten die Reparatur und Wartung der Anstaltsfahrzeuge. Außerdem lernte Manson, der bis zu seinem 17. Lebensjahr Analphabet gewesen war, lesen. Am 8. Mai 1954 wurde er wegen guter Führung auf Bewährung entlassen.

### Erste Ehe und Haft auf Terminal Island (1955–1958)

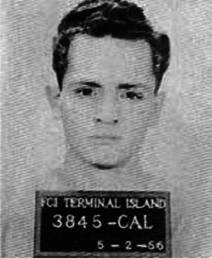
Manson während seiner Haft in der Federal Correctional Institution auf Terminal Island, Kalifornien, im Jahr 1956.

Einer Bewährungsauflage folgend, zog der inzwischen 19-Jährige zurück zu seiner Tante und seinem Onkel nach McMechen, wo er die Kellnerin Rosalie Jean Willis († 2009) kennenlernte, die er im Januar 1955 heiratete. Um für den gemeinsamen Lebensunterhalt aufzukommen, übernahm Manson Aushilfsjobs als Kellner, Tankstellenwart und Parkplatzwächter. Später gestand er, in dieser Zeit zudem mindestens sechs Autodiebstähle begangen zu haben. Ende Juli 1955 fuhr Manson mit seiner 17-jährigen, mittlerweile schwangeren Ehefrau in einem gestohlenen Auto von Bridgeport, Ohio, nach Los Angeles, woraufhin er im September desselben Jahres wegen Autodiebstahls und erneuten Verstoßes gegen den Dyer Act festgenommen wurde. Er bekannte sich schuldig und erklärte gegenüber dem vom Gericht bestellten psychiatrischen Gutachter: „Ich habe so viel Zeit in Anstalten verbracht, dass ich nie richtig gelernt habe, was das richtige Leben da draußen eigentlich ausmacht.“ Der Gutachter sah in Manson nach wie vor ein Sicherheitsrisiko, da die bisherigen Anstaltsaufenthalte aber nichts bewirkt hätten, empfahl er dem Gericht eine Haftentlassung auf Bewährung und unter sorgfältiger Überwachung: „Möglicherweise fängt er sich durch die Bindung an die Ehefrau und die Aussicht auf die Vaterschaft.“ Das Gericht folgte dem Gutachten, entließ Manson im November 1955 aus der Haft und ordnete eine fünfjährige Bewährungszeit an.
Nachdem er nicht zu einem Gerichtstermin erschienen war, wurde er am 14. März 1956 erneut festgenommen. Noch im selben Monat und während Manson im Gefängnis saß, kam sein erster Sohn, Charles Manson Jr., zur Welt. Am 23. April 1956 wurde Mansons Bewährung widerrufen und er wurde zu einer Freiheitsstrafe von drei Jahren verurteilt, die er auf Terminal Island in der Nähe von Los Angeles verbüßte. Im ersten Jahr seiner Gefangenschaft besuchte Rosalie ihn wöchentlich. Vor der Geburt seines Sohnes hatte Manson gegenüber einem Psychiater geäußert: „Sie ist die beste Ehefrau, die sich ein Mann nur wünschen kann […] Sie ist der einzige Mensch, der mir in meinem Leben je etwas bedeutet hat.“ Im März 1957 erfuhr Manson von seiner Mutter, dass seine Frau einen anderen Mann kennengelernt hatte. Am 10. April 1957 unternahm er einen Fluchtversuch, woraufhin sein Bewährungsantrag bei einer Anhörung am 22. April 1957 abgelehnt wurde. Bald darauf reichte Rosalie die Scheidung ein, die 1958 rechtskräftig wurde. Sie erhielt das Sorgerecht für das gemeinsame Kind und heiratete erneut. Danach hatte Manson keinen Kontakt mehr zu ihr und seinem Sohn. Charles Jr. änderte seinen Namen später in Jay White und beging 1993 Suizid. Laut Jason Freeman – Whites Sohn und Mansons Enkel – habe sein Vater die Taten von Charles Sr. nicht verkraftet.
Während seiner Inhaftierung auf Terminal Island bat Manson darum, in einer kleinen Arbeitsgruppe eingesetzt zu werden und begründete dies mit seiner Neigung, sich in größeren Gruppen danebenzubenehmen und herumzualbern. In seiner Anstaltsakte wurden seine Launenhaftigkeit, Unberechenbarkeit, Unbeherrschtheit und schwankende Arbeitsmoral vermerkt. Er spielte Basketball, boxte und hatte homosexuelle Kontakte zu anderen Insassen. Bei einem erneuten Intelligenztest erreichte er einen überdurchschnittlichen IQ-Wert von 121. Laut mehreren Mithäftlingen habe sich Manson auf Terminal Island bei entsprechend erfahrenen Insassen über Zuhälterei und Methoden der Kontrollausübung informiert. Manson wurde am 30. September 1958 aus der Haft entlassen und trat eine fünfjährige Bewährungszeit an.

### Betätigung als Zuhälter, zweite Ehe und erneute Haft (1958–1967)
Er zog zu einem vom FBI observierten Zuhälter und betätigte sich laut den FBI-Ermittlern ab November 1958 selbst als Zuhälter eines 16-jährigen Mädchens, dessen Vater am 1. Januar 1959 Anzeige bei der Polizei erstattete. Gegenüber seinem Bewährungshelfer bestritt Manson den Vorwurf der Zuhälterei. Am 1. Mai 1959 wurde Manson abermals verhaftet, nachdem er einen Scheck aus einem Briefkasten gestohlen, ihn gefälscht und anschließend versucht hatte, ihn in einem Supermarkt in Los Angeles einzulösen. Als die Beamten während seiner polizeilichen Vernehmung einen Augenblick unaufmerksam waren, entwendete Manson den Scheck in Höhe von 37,50 US-Dollar und schluckte ihn hinunter. Trotz des abhandengekommenen Beweisstücks wurde Manson am 28. September 1959 wegen Postdiebstahls und Scheckfälschung angeklagt. Während der Verhandlung erschien eine 19-jährige Frau vor Gericht, die behauptete, von Manson schwanger zu sein und ihn heiraten zu wollen, wenn er freigelassen würde. Das Gericht verurteilte Manson zu einer zehnjährigen Freiheitsstrafe, die – obwohl sich die Staatsanwaltschaft, der psychiatrische Gutachter und der Bewährungshelfer dagegen ausgesprochen hatten – zur Bewährung ausgesetzt wurde. Später stellte sich heraus, dass es sich bei der Frau um eine für Manson arbeitende Prostituierte namens Candy Stevens handelte und sie die Schwangerschaft nur vorgetäuscht hatte.
Im November 1959 begegnete er einer 19-Jährigen, mit der er eine kurze sexuelle Beziehung einging und die er um ihre gesamten Ersparnisse in Höhe von 700 US-Dollar betrog. In Folge der Affäre kam es zu einer Bauchhöhlenschwangerschaft, an der die junge Frau fast gestorben wäre. Im Dezember 1959 verstieß er gegen den Mann Act, als er mit Candy Stevens und einem weiteren Mädchen nach New Mexico fuhr, wo sich die beiden für ihn prostituierten. Er wurde verhört, blieb aber zunächst auf freiem Fuß und heiratete Stevens wenig später. Bugliosi vermutet, dass er durch die Heirat verhindern wollte, dass sie gegen ihn aussagen muss. Aus der Ehe, die am 10. April 1963 geschieden wurde, soll sein zweiter Sohn, Charles Luther Manson, hervorgegangen sein. Als am 28. April 1960 Anklage wegen Verstoßes gegen den Mann Act gegen ihn erhoben werden sollte, befand sich Manson auf der Flucht. Am 1. Juni 1960 wurde er in Laredo, Texas, aufgegriffen und nach Los Angeles zurückgebracht, wo ein Richter am 23. Juni 1960 seine Bewährung wegen Verstoßes gegen Bewährungsauflagen widerrief und diese Entscheidung wie folgt kommentierte: „Wenn es je einen Mann gegeben hat, der keinerlei Eignung für eine Bewährung an den Tag gelegt hat, dann dieser Mann.“ Manson legte erfolglos Berufung ein und wurde im Juli 1961 ins McNeil-Island-Staatsgefängnis in Washington gebracht, um seine zehnjährige Freiheitsstrafe anzutreten. Die Anklage wegen Verstoßes gegen den Mann Act wurde hingegen fallengelassen.
Während seiner Haft im McNeil-Gefängnis beschäftigte er sich intensiv mit der Scientology-Lehre und freundete sich mit seinem Mitinsassen Alvin Karpis an, der Mitglied der Ma-Barker-Bande war und ihn im Gitarrespielen unterrichtete. Als die Beatles 1964 die USA bereisten und es auch dort zur Beatlemania kam, berichteten Mitgefangene, dass Manson ein geradezu obsessives Interesse an den vier Musikern aus Liverpool gezeigt habe. Karpis sagte später über Mansons damaliges Verhalten: “He was constantly telling people he could come on like the Beatles, if he got the chance.” („Er erzählte den Leuten ständig, dass er so groß wie die Beatles rauskommen könnte, wenn er die Chance dazu erhielte.“) Laut einem Haftbericht komponierte Manson allein in den ersten fünf Monaten des Jahres 1966 zwischen 80 und 90 Lieder und hoffte, diese nach seiner Entlassung aus der Haft verkaufen zu können. Im Juni 1966 wurde Manson erneut in die Haftanstalt auf Terminal Island verlegt. Am Tag seiner vorzeitigen Haftentlassung, dem 21. März 1967, bat er die Anstaltsleitung vergeblich, bleiben zu dürfen, weil er außerhalb der Gefängnismauern nicht zurechtkäme. Zu diesem Zeitpunkt hatte der 32-jährige Manson über 17 Jahre und damit mehr als die Hälfte seines Lebens im Gefängnis verbracht.

### Anführer der Manson Family

#### Anfänge in San Francisco

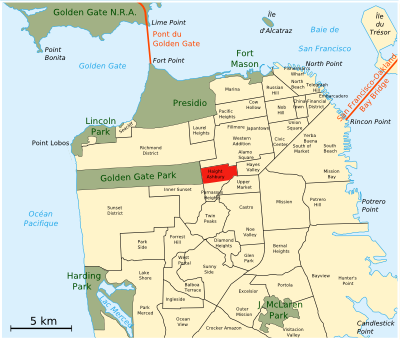
Lage von Haight-Ashbury (rot) in San Francisco, wo Manson und seine Anhänger während des Summer of Love im Jahr 1967 lebten.

Manson begab sich nach Berkeley, wo er seinen Lebensunterhalt zunächst als Straßenmusiker sowie mit Betteln und vereinzelten Auftritten in Clubs bestritt. Eines Tages lernte er die 23-jährige Mary Brunner kennen, die ein Geschichtsstudium an der University of Wisconsin abgeschlossen hatte und an der University of California als Bibliotheksgehilfin arbeitete. Mansons bald darauf folgenden Einzug in Brunners Apartment bezeichnet Bugliosi als die „Geburtsstunde der Manson Family“ – eine von Manson angeführte, sektenähnlich strukturierte Kommune, der sich in den folgenden Monaten zahlreiche junge Frauen und Männer anschlossen.
Lynette Fromme, genannt „Squeaky“, war die zweite junge Frau, die sich Manson im Sommer 1967 anschloss. Während des „Summer of Love“ lebte Manson mit Brunner, Fromme, einer ehemaligen Nonne namens Mary Ann sowie zwei ehemaligen Mithäftlingen in Haight-Ashbury, einem der Hauptzentren der Hippie-Bewegung. Sie praktizierten „freie Liebe“, musizierten, lebten von Essen, das von der anarchistischen Hippie-Aktivistengruppe The Diggers kostenlos ausgegeben wurde, und nahmen Drogen – insbesondere LSD. Laut Manson sei ihm während eines LSD-Trips auf einem Grateful-Dead-Konzert die Offenbarung gekommen, dass er Jesus Christus sei.

#### Umsiedlung nach Los Angeles

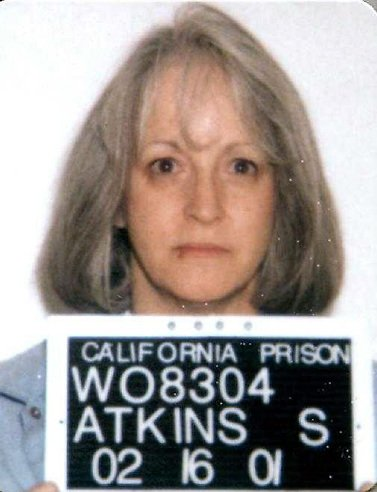
Susan Atkins (2001) begegnete Manson 1967 in San Francisco

Ab Ende Juli 1967 bereiste Manson mit seinen Anhängern die kalifornische Küste. Während dieser Zeit wurde Brunner von ihm schwanger. Im September 1967 schlossen sich ihnen die 18-jährige Patricia „Katie“ Krenwinkel und der 25-jährige Bruce Davis an. Im Oktober 1967 erwarben sie einen alten Schulbus, den sie schwarz anmalten und mit dem sie in den folgenden Wochen mehrere US-Bundesstaaten bereisten. Im November 1967 stießen die 19-jährige Susan Atkins, die sich Sadie Mae Glutz nannte, und Ella Jo Bailey, genannt Yellerstone, in San Francisco sowie die 14-jährige Ruth Ann Moorehouse, genannt Ouisch, in San José zur Gruppe hinzu. Moorehouses aufgebrachter Vater machte sich auf die Suche nach seiner Tochter und spürte die Manson Family wenige Tage später in der Nähe von Los Angeles auf. Manson gab dem Mann daraufhin LSD und konnte ihn davon überzeugen, Ruth Ann in seiner Obhut zu belassen.
Da der Bus für die stetig wachsende Manson Family auf Dauer zu wenig Platz bot, bezog sie Ende November/Anfang Dezember 1967 ein Haus im Topanga Canyon im Los Angeles County. Das Haus wurde Spiral Staircase genannt, weil eine Wendeltreppe zu seinem Eingang führte, und gehörte einer Satanistin aus San Francisco. Auf einer Party, die die Manson Family im Spiral Staircase gab, lernte Manson den 21-jährigen Musiker Bobby Beausoleil kennen, der zu diesem Zeitpunkt bei dem Musiklehrer und späteren Mordopfer Gary Hinman lebte.

#### Mansons Philosophie, Führungsstil und „Prophezeiung“
Mansons Philosophie gründete auf einer rassistischen Denkweise: Nur Weiße waren als Mitglieder erwünscht. Obwohl Manson verkündete, dass Frauen keine Seelen hätten und lediglich als Dienerinnen des Mannes eine Daseinsberechtigung besäßen, waren es besonders die weiblichen Mitglieder der Gruppierung, die immer wieder neue Bewerber anlockten. Teilweise war der Andrang so groß, dass Manson per Los entschied, wer bleiben durfte oder zu gehen hatte.
Die Family wurde von Manson autoritär geführt. „Negermusik“ zu hören (beispielsweise Jimi Hendrix) war ebenso wie das Tragen von Brillen oder der Verzehr von Fleisch streng verboten. Manson versuchte, neue Mitglieder mithilfe von Drogen und Gruppensex anzuziehen und an sich zu binden. Die Mitglieder machte er mit psychischer und sexueller Abhängigkeit sowie Drogen, besonders LSD, gefügig.
Manson prophezeite, dass 1969 die schwarzen Amerikaner rebellieren und grausame Morde in den Villen reicher weißer Amerikaner begehen würden. Ein Rassenkrieg wäre die Folge, den die Afroamerikaner gewinnen würden, worauf alle weißen Amerikaner ermordet würden. Überleben könnte man dieses Massaker nur, indem man sich ihm und seiner Family anschlösse. Die siegreichen Schwarzen seien nämlich, so Manson, aufgrund der „sklavischen Natur ihrer Rasse“ unfähig dazu, sich selbst zu führen. Deshalb würden sie irgendwann ihn zu ihrem neuen Anführer wählen und zum Herrscher über die Welt machen.
Er verkündete seinen Anhängern, dass sich unter dem Tal des Todes eine riesige Höhle als Eingang zum Paradies befinde, in der man sich vor den unausweichlichen Rassenunruhen verstecken und diese nur dort überleben könne. Später würden alle dort Befindlichen von Jesus und den Beatles, letztere alle vier als Engel, in die Seligkeit geführt werden. Den Chaos-Zustand des angeblich bevorstehenden Rassenkrieges nannte Manson „Helter Skelter“ und bezog sich damit auf den gleichnamigen Beatles-Song, aus dem er diesbezüglich geheime Botschaften herauszuhören glaubte. Das Stück Revolution 9 verstand er als Startsignal an die Afroamerikaner, sich zu erheben. Für Manson waren die Beatles Propheten: Er konstruierte um ihre Texte, die er in seinem idiosynkratischen Verständnis der Offenbarung des Johannes interpretierte, eine eigene Verschwörungstheorie, die ihn motivierte, einen Rassenkrieg auszulösen.
Nach der Kontaktaufnahme zu satanistischen Gemeinschaften im Frühjahr 1968 verkündete Manson, dass er selbst Jesus und Satan in einer Person sei, und erklärte sich zu einer Wiedergeburt des britischen Okkultisten und Schriftstellers Aleister Crowley.
Als die von Manson angekündigten Unruhen 1969 nicht einsetzten, behauptete er, man müsse „den dummen Schwarzen zeigen, wie man Weiße tötet“. Um Aufmerksamkeit zu erregen, waren seine Ziele die Reichen und Berühmten in Bel Air. Durch Attacken auf sie glaubte er, den erhofften Krieg zwischen Weißen und Afroamerikanern auslösen zu können.

#### Musiker Manson
1968 hatte Dennis Wilson, Mitglied der amerikanischen Band The Beach Boys, zwei Anhalterinnen mitgenommen, die zu Mansons Gruppe gehörten. Diese machten Wilson mit Manson bekannt. Zeitweise wohnte die Family in Wilsons Villa (14400 Sunset Boulevard) in Los Angeles. Anfänglich freundete sich Wilson mit der Situation an. Er unterhielt sich gerne mit Manson über dessen Philosophie, sie nahmen gemeinsam Drogen, redeten über Musik und musizierten zusammen.
Manson und Dennis Wilson begannen, zusammen Lieder zu schreiben. Wilson wollte ihm helfen, im Musikgeschäft Fuß zu fassen. Seine beiden Brüder, Brian und Carl Wilson, produzierten zu diesem Zweck mit Charles Manson und weiteren Familymitgliedern eine Demoaufnahme. Dennis Wilson war es auch, der Manson dem Musikproduzenten Terry Melcher vorstellte. Die Aufnahmen wurden nach anfänglichem Interesse aber nicht verlegt.
Mansons Lied Cease to Exist schaffte es 1969 unter dem Titel Never Learn Not to Love als B-Seite auf eine Beach-Boys-Single. Dennis Wilson hatte an Mansons Lied jedoch einige Veränderungen vorgenommen, insbesondere am Text, was den Sinn des Liedes stark veränderte. Manson war darüber sehr erzürnt. Als Honorar erhielt er Geld und ein BSA-Motorrad, das er dem Family-Mitglied „Little Paul“ schenkte, wurde jedoch nicht als Autor des Liedes genannt.
Die Family nutzte ungefragt Dennis Wilsons Besitz, unter anderem dessen Kreditkarte, stahl Kleidungsstücke und verschenkte oder tauschte zehn goldene Platten Wilsons; eine erhielt die Besitzerin der Barker Ranch. Wilson schätzte, dass die Beherbergung der Family ihn 100.000 $ gekostet hatte. Einmal bedrohte Manson Wilson laut dessen Aussage mit einem Messer, der dies aber gelassen hinnahm. Kurz darauf zog Wilson aus seiner eigenen Villa aus und überließ es seinem Management, in der Villa für Ordnung zu sorgen und die Family des Hauses zu verweisen. Den Kontakt zu Manson brach er im Frühjahr 1969 ab, im Sommer forderte Manson erneut Geld von ihm und drohte sogar, Wilsons Sohn Scott zu entführen. Dennis Wilson und Terry Melcher sahen keinen anderen Ausweg, als für kurze Zeit unterzutauchen und am Lake Arrowhead Abstand zu gewinnen.
1969, erst nach den Morden, wurde die Öffentlichkeit auf den Musiker Manson aufmerksam. Ein Folkrockkritiker bezeichnete die Songs als höchst gewöhnlich, allerdings mit gutem Gitarrenrhythmus unterlegt, konnte aber nichts Originelles an der Musik entdecken. Die Texte beschrieb er als „unheimlich“. Auch Dennis Wilson äußerte sich zu Mansons musikalischem Talent. Er sagte, dass ihm dessen Spontaneität beim Musizieren gefallen hätte, er aber keinen einzigen Funken Musikalität besitzen würde. Allerdings hatte er vor Mansons Verhaftung dessen Ambitionen als Musiker stark unterstützt.
1970 wurde Mansons erste Langspielplatte unter dem Titel LIE veröffentlicht, die Verkaufszahlen waren unbedeutend. Manson war bis zu seinem Tod musikalisch aktiv und veröffentlichte seine Musik auf Kleinstlabels.

### Eskalierende Gewalt und Morde
Mitte 1968 bezog die Manson-Family auf der Spahn Movie Ranch ein festes Quartier. Bei der Ranch handelte es sich um ein Filmgelände unweit von Los Angeles, auf der zahlreiche Westernfilme und -serien (unter anderem Bonanza) gedreht worden waren. Physische und psychische Gewalt, vor allem gegenüber weiblichen Mitgliedern, spielte dabei innerhalb der Kommune eine Rolle, hauptsächlich wuchs aber die Gewalt gegenüber Außenstehenden. Der Musikproduzent Terry Melcher wurde im Frühjahr 1969 Zeuge, wie Manson den Ranchcowboy Randy Starr verprügelte.
Am 1. Juli 1969 verletzte Manson den schwarzen Drogendealer Bernard Crowe durch einen Bauchschuss schwer. Manson benutzte hierbei dieselbe Waffe, die kurz darauf von Charles „Tex“ Watson bei den Tate-Morden eingesetzt wurde.

#### Mord an Gary Hinman
Der erste sicher belegte Mord, den Charles Manson durch seine Anhänger ausführen ließ, geschah Ende Juli 1969. Nach andauernden finanziellen Differenzen im Zusammenhang mit kleineren Drogengeschäften töteten Mitglieder der Family den Musiklehrer Gary Hinman, der zuvor in seinem Haus zeitweise Family-Mitglieder beherbergt hatte. Mary Brunner, Bobby Beausoleil und Susan Atkins sollten auf Anweisung Mansons das Geld von Hinman eintreiben, was trotz wiederholter Gewaltanwendung misslang.
Nach zwei Tagen erschien Manson in Begleitung von Bruce Davis persönlich am Tatort und schnitt oder schlug Hinman ein Ohr ab. Beausoleil erstach Hinman anschließend in Mansons Abwesenheit. Die Mörder hinterließen mit Hinmans Blut an den Wänden die Worte „Political piggy“.
Kurz darauf wurde Beausoleil mit blutverschmierter Kleidung schlafend in Hinmans Wagen von der Polizei aufgegriffen. Hinmans Leiche war bereits gefunden worden, der Wagen zur Fahndung ausgeschrieben. Beausoleil wurde wegen Mordverdachts in Untersuchungshaft genommen.

#### Die Tate-Morde

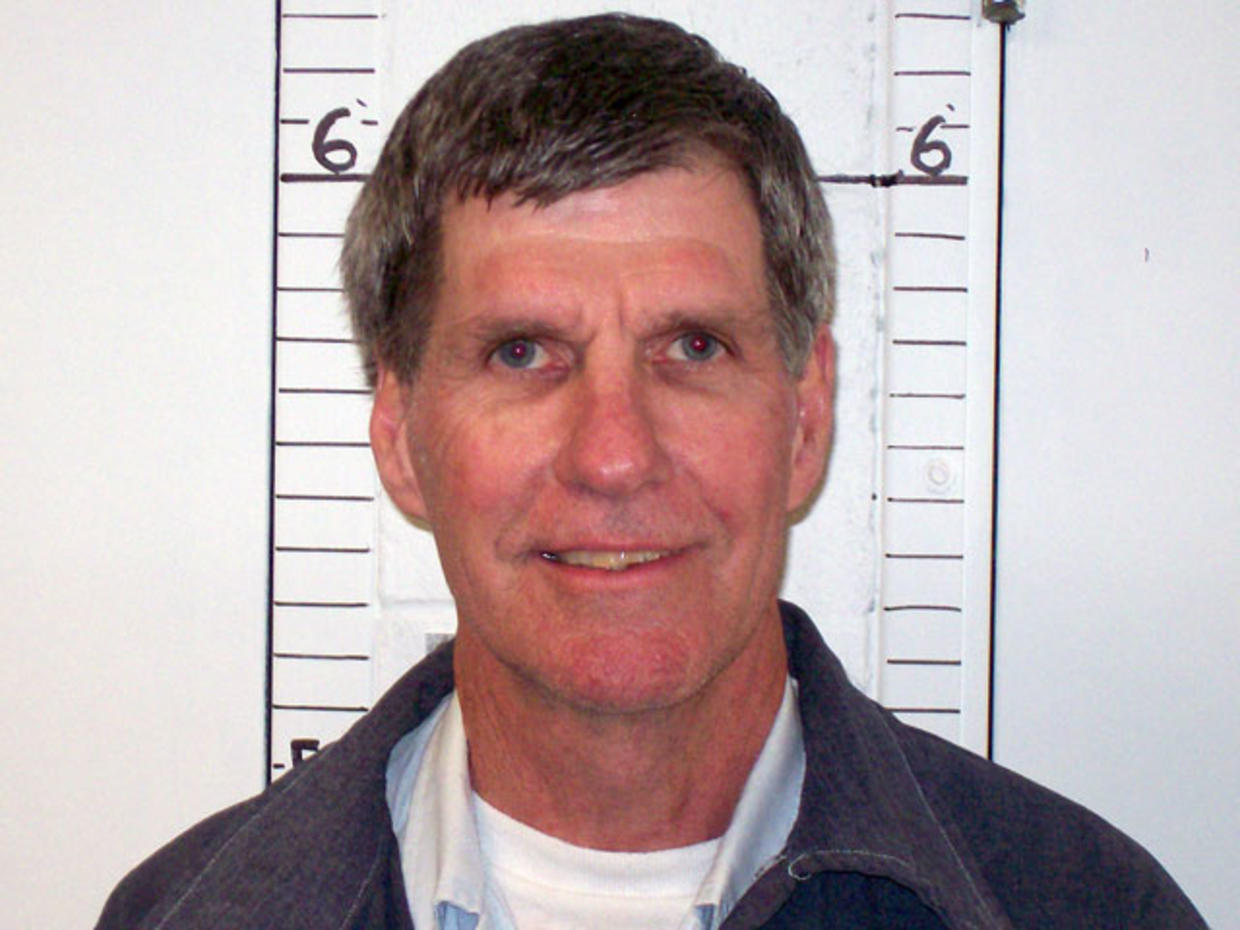
Charles „Tex“ Watson (um 2000)

Wenige Tage später entsandte Charles Manson Susan Atkins, Patricia Krenwinkel, Linda Kasabian und Charles Watson in das ehemals von Melcher bewohnte Haus 10050 Cielo Drive. Melcher wohnte zu diesem Zeitpunkt nicht mehr dort. Die hochschwangere Schauspielerin Sharon Tate, die das Haus mit ihrem Ehemann Roman Polański gemietet hatte, ihre Freunde Jay Sebring, Abigail Folger und Wojciech Frykowski und der zufällig auf dem Grundstück anwesende Steven Parent wurden zu Opfern der Family. Die Gruppe drang in der Nacht vom 8. auf den 9. August 1969 in das Haus ein und ermordete die Anwesenden durch Schüsse und zahlreiche Messerstiche. Mit dem Blut von Sharon Tate schrieb Susan Atkins das Wort „PIG“ (Englisch für ‚Schwein‘) an die Haustür.

#### LaBianca-Doppelmord

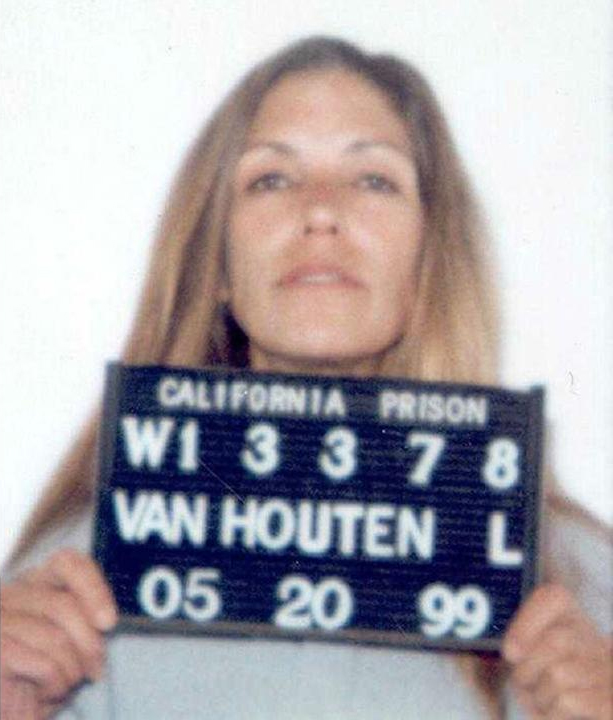
Leslie Van Houten (1999)

Am nächsten Tag ermordeten Mitglieder der Family Leno und Rosemary LaBianca, einen italienischen Supermarktbesitzer und seine Ehefrau, die eine Edelboutique betrieb, in deren Villa in Los Angeles. Manson selbst war anfangs zugegen, fesselte die Opfer und verließ dann vor den Morden den Tatort. Watson, Krenwinkel und die bislang nicht gewalttätig in Erscheinung getretene Leslie Van Houten verübten daraufhin die Morde. Mit dem Blut der Opfer wurden die Wörter „Death to pigs“ und „Rise“ an die Wände des Hauses geschrieben und „Healter Skelter“ [sic!] an die Kühlschranktür geschmiert. Leno LaBianca wurde das Wort „WAR“ (englisch für ‚Krieg‘) in den Bauch geritzt, zudem steckte eine Tranchiergabel in seinem Bauch.
Die Morde in der Polański-Villa und dem LaBianca-Anwesen wurden von der Polizei zunächst nicht miteinander in Verbindung gebracht und getrennt untersucht. Dass beide Tatorte in direktem Zusammenhang standen, wurde erst Ende Oktober 1969 klar, als Susan Atkins im Gefängnis, wo sie wegen Mordverdachts im Fall Hinman einsaß, zwei Mitgefangenen gegenüber mit ihrer Beteiligung an den Tate-Morden prahlte.

#### Ermordung von Donald „Shorty“ Shea

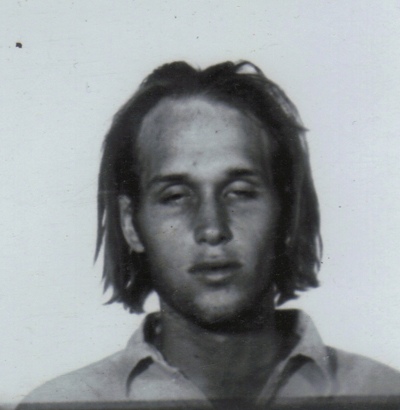
Steve Dennis Grogan (Ende der 1960er Jahre)

Am 16. August, rund eine Woche nach den Morden, wurden die meisten Tatbeteiligten einschließlich Manson auf der Spahn Movie Ranch festgenommen – allerdings nicht wegen Mordes, sondern wegen Autodiebstahls. Manson vermutete, der Stuntman Donald „Shorty“ Shea, der auf der Spahn Movie Ranch arbeitete, habe sie verraten. Nach der Freilassung Mansons und anderer Mitglieder verschwand Shea Ende August 1969 spurlos. Obwohl die Leiche lange nicht gefunden wurde, wurden mehrere Family-Mitglieder wegen der Ermordung Sheas verurteilt, darunter Charles Watson, Bruce Davis und Steve Dennis Grogan, der im Rahmen seiner Resozialisierungsbemühungen Anfang 1977 die Ermittler zu Sheas Grab in der Nähe der Spahn Movie Ranch führte.

### Motiv der Gewalttaten
Die genauen Motive für die Tate- bzw. LaBianca-Morde sind nach wie vor nicht eindeutig geklärt. Laut dem anklagevertretenden Staatsanwalt Vincent Bugliosi habe Manson durch die Morde das von ihm erträumte und prophezeite „Helter-Skelter“-Chaos entfachen wollen. Die Geldbörse von Rosemary LaBianca wurde in einer Tankstelle einer schwarzen Wohngegend platziert, Schwarze sollten die Kreditkarten benutzen, damit die Morde den Schwarzen angelastet werden könnten. Ein Rassenkrieg zwischen Weißen und Schwarzen sollte die Folge sein. Mehrere Family-Mitglieder gaben dies als Motiv für die Taten an. Die Staatsanwaltschaft baute ihre Anklage auf dem Helter-Skelter-Motiv auf. Nur mit dieser Motivlage konnte sie Manson, der stets darauf geachtet hatte, bei den Morden nicht persönlich anwesend zu sein, als geistigen Urheber und Anstifter überführen. Die Jury folgte bei ihrem Schuldspruch der vorgelegten Beweiskette, inklusive des Helter-Skelter-Motivs.
Nach einer alternativen Theorie könnte der Anlass für die Tate-LaBianca-Morde die Inhaftierung des Family-Mitglieds Bobby Beausoleil gewesen sein. Beausoleil hatte nach einem gescheiterten Mescalin-Deal den Musiklehrer Gary Hinman auf Anweisung Mansons getötet (siehe oben). Atkins, Krenwinkel, Van Houten und Watson könnten die nachfolgenden Morde als Nachahmungstaten inszeniert haben, um den inhaftierten Beausoleil zu entlasten. Manson ging darauf auch in seiner Verteidigungsrede ein, in der er sagte, dass alles nur aus Liebe für ihren zu Unrecht festgenommenen „Bruder“ Robert Beausoleil geschehen sei.
Dass die Morde am Cielo Drive 10050 eigentlich den Musikproduzenten und Vormieter des Hauses, Terry Melcher, hätten treffen sollen, ist eine weitere unbestätigte Theorie. Melcher hatte Manson keinen Plattenvertrag gegeben und bis Januar 1969 am Cielo Drive gewohnt. Manson war allerdings am Tag vor Sharon Tates Abreise nach England im Frühjahr 1969 auf dem Grundstück gewesen und wurde von Sharon Tates Fotografen an der Tür abgewiesen mit dem Hinweis, dass Melcher nicht mehr dort wohne. Er musste daher wissen, dass neue Mieter eingezogen waren. Der Besitzer des Anwesens, Rudi Altobelli, erinnerte sich später an den gemeinsamen Flug nach Europa mit Tate und deren Bemerkung über den Besucher vom Vortag. Manson hatte laut Altobellis Aussagen einen sehr negativen Eindruck bei ihr hinterlassen.

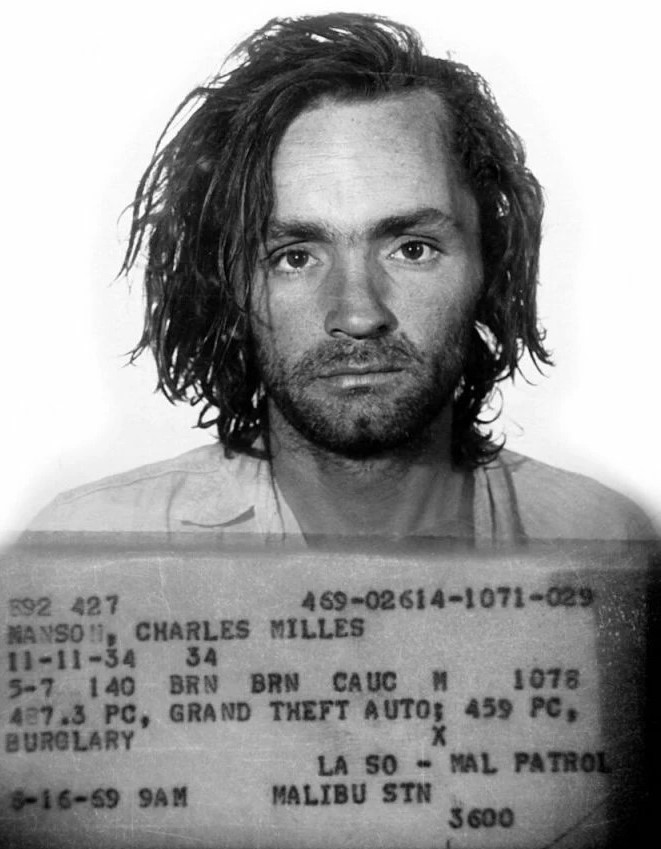
Charles Manson (1969)

### Verhaftung

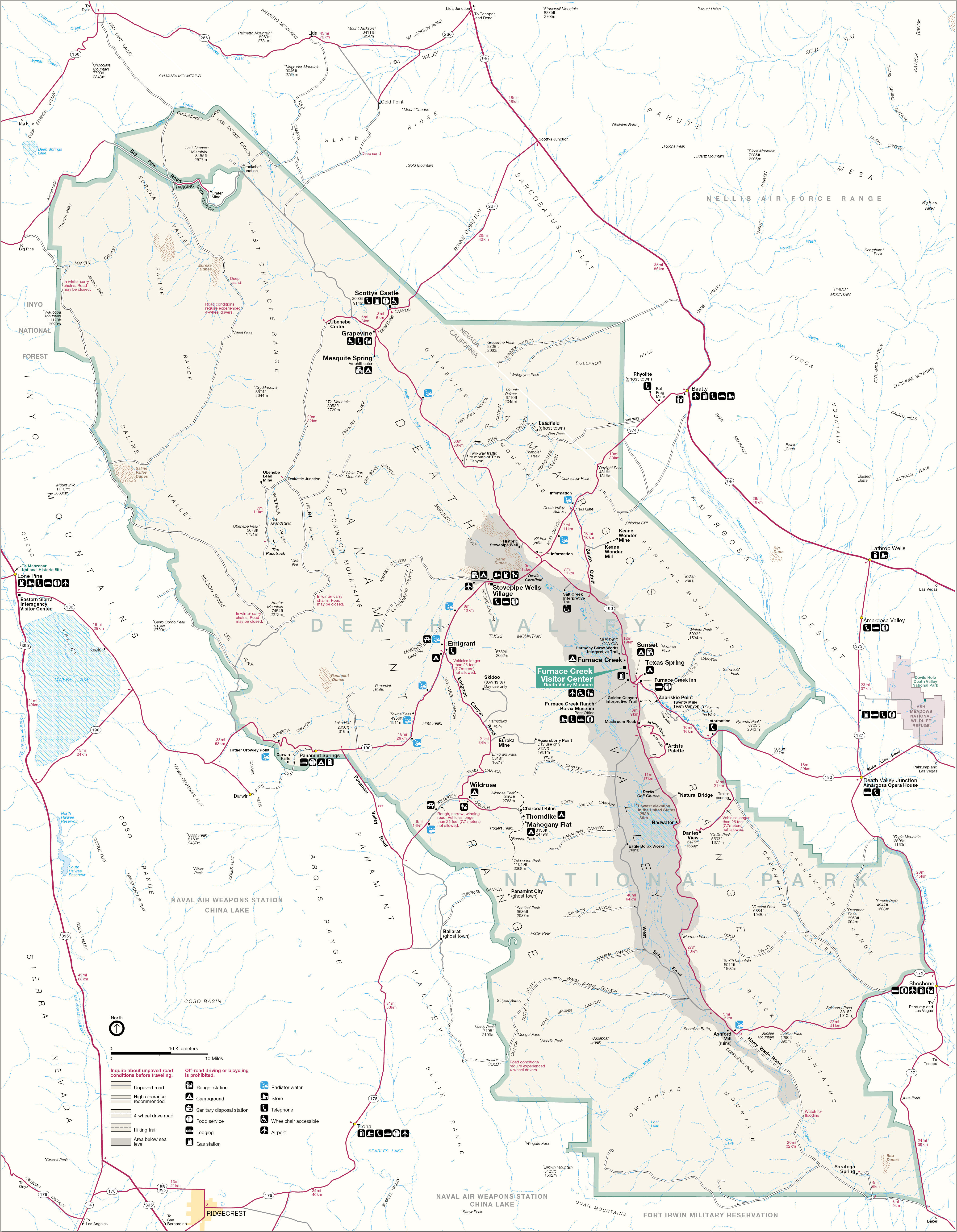
Death Valley National Park – Übersichtskarte

Am 16. August 1969 wurden Manson und Mitglieder seiner Family unter dem Verdacht des Autodiebstahls auf der Spahn Movie Ranch in den Santa Susana Mountains festgenommen. Einige Tage später mussten sie wegen eines falsch datierten Haftbefehls wieder auf freien Fuß gesetzt werden. Manson und seine Anhänger zogen auf die Barker Ranch im Death-Valley-Nationalpark um.
Am 12. Oktober 1969 wurden sie dort bei einer Polizei-Razzia festgenommen. Die Gruppe hatte eine neue Straßenbaumaschine (Anschaffungswert 30.000 US$) angezündet und so auf sich aufmerksam gemacht. Manson und seinen Anhängern wurden Brandstiftung und schwerer Diebstahl zur Last gelegt. Erst in den darauffolgenden Wochen wurde durch die Zeugenaussagen zweier Mitgefangener von Susan Atkins die Mordserie aufgeklärt. Vor diesen hatte Atkins mit ihrer Beteiligung an den Tate-Morden geprahlt. Bei den sich daraufhin anschließenden polizeilichen Ermittlungen wurde bald die Urheberschaft der Manson-Family an den Tate-Morden, den Morden an dem Ehepaar LaBianca, an Gary Hinman und auch am Verschwinden von Donald Shea deutlich.

### Prozess
Am 24. Juli 1970 begann der Tate-LaBianca-Mordprozess gegen Charles Manson, Susan Atkins, Patricia Krenwinkel und Leslie Van Houten in Los Angeles. Die Anklage vertrat Vincent Bugliosi; Linda Kasabian sagte als Kronzeugin aus. In dem bis dahin längsten Strafverfahren der US-Geschichte verbrachten die Geschworenen 225 Tage isoliert im Ambassador-Hotel (Sequestration). Der Prozess verlief turbulent. Mansons weibliche Mitangeklagte trugen bizarre Selbstbezichtigungen vor und beteuerten die Unschuld ihres Gruppenführers. Die skurril anmutende Selbststilisierung der Beschuldigten, die Grausamkeit der Taten und der ungeklärte Todesfall von Ronald Hughes, dem Strafverteidiger von Van Houten, der sich bei der Family unbeliebt gemacht hatte, da er Manson die Hauptschuld gab, sorgten für ein beispielloses Medieninteresse.
Während des Prozesses brannte sich Manson erst ein X in die Stirn, das er im Prozessverlauf zu einer Swastika umwandelte, die bis zu seinem Tod zu sehen war. Seine Anhänger folgten seinem Beispiel und brannten oder schnitten sich ebenfalls ein X in die Stirn; das Hakenkreuz übernahmen sie aber nicht.
Am 29. März 1971 verurteilte die Jury die vier Angeklagten wegen siebenfachen Mordes und in einem Fall wegen Verabredung zum Mord zum Tode in der Gaskammer. Der Vorsitzende Richter Charles Older bestätigte das Urteil am 19. April 1971.

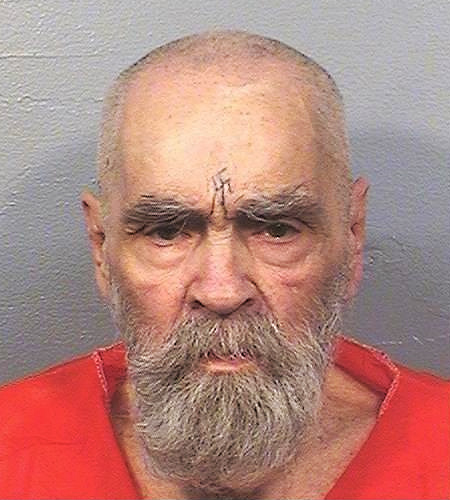
Charles Manson (2017)

### Inhaftierung, Gefängnis und Tod
Manson wurde im April 1971 in eine Todeszelle in San Quentin gebracht. Am 18. Februar 1972 erklärte der Oberste Gerichtshof von Kalifornien die Todesstrafe für verfassungswidrig. Alle Todesurteile wurden daraufhin in lebenslange Haftstrafen umgewandelt. Im Oktober 1972 wurde Manson in das Folsom State Prison überstellt. 1973 wurde dort mit Strychnin ein Giftanschlag auf ihn verübt, den er überlebte.
Im Mai 1976 wurde er in das größte US-amerikanische Gefängniskrankenhaus California State Medical Corrections Facility in Vacaville verlegt. Die Wiedereinführung der Todesstrafe in Kalifornien im Jahr 1978 hatte für die zum Tode Verurteilten um Manson keine Bedeutung; die Umwandlung der Todesstrafen in lebenslange Haftstrafen war nach dem Gesetz verbindlich. 1984 wurde Manson von einem Mitgefangenen mit Nitroverdünnung überschüttet und angezündet, er erlitt dabei schwerste Verbrennungen. Im Juli 1985 wurde Manson wieder nach San Quentin gebracht, ab März 1989 saß er im California State Prison Corcoran ein. Am 11. April 2012 wurde sein zwölftes Bewährungsgesuch abgelehnt.
Am 7. November 2014 wurde Manson die Genehmigung erteilt, die 26-jährige Afton Elaine Burton zu heiraten. Er ließ die Heiratserlaubnis im Februar 2015 verfallen, da er davon überzeugt war, dass seine Verlobte nur darauf aus sei, nach seinem Tod in den Besitz seines Leichnams zu kommen, um diesen auszustellen und damit Geld zu verdienen. Charles Manson starb am 19. November 2017 im Alter von 83 Jahren in einem Krankenhaus in Bakersfield an den Folgen von Darmkrebs.

## Rezeption

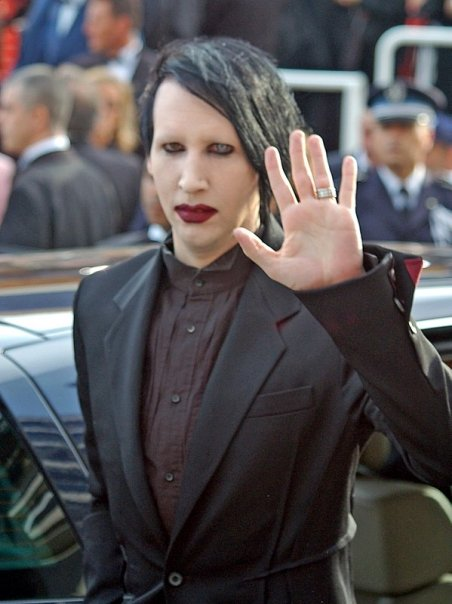
Marilyn Manson nimmt mit seinem Künstlernamen Bezug auf Charles Manson.

Schon zu Lebzeiten galt Charles Manson als eine „düstere Ikone der Popkultur“ und „Symbol des absolut Bösen“. Vincent Bugliosi sagte einmal über ihn und seine Anhänger: „Er ist ihre spirituelle Ikone, der Hohepriester des Anti-Establishment-Hasses“. Uwe Schmitt beschreibt das Aufsehen um Manson rückblickend als einen schwer nachvollziehbaren „amoralischen Kult […], der mit seiner Entdeckung durch die jeweils nächste Generation in immer weiteren Neo-Kulten fortlebte.“
Mansons Person wurde in zahlreichen künstlerischen Werken verarbeitet. Zu den bekanntesten Bezugnahmen gehört Brian Warners Künstlername Marilyn Manson. Die Verknüpfung des Vornamens von Marilyn Monroe mit Mansons Nachnamen soll die Unzertrennbarkeit von Gut und Böse symbolisieren und zwei Extreme der US-amerikanischen Populärkultur einander gegenüberstellen.
Obwohl sich Charles Mansons Traum von einer erfolgreichen Karriere im Musikgeschäft nie erfüllte, fand er dennoch Einzug in die Musikgeschichte, da sich zahlreiche berühmte Musiker der von ihm geschriebenen Lieder oder seiner Zitate bedienten. So ist Mansons Stimme beispielsweise als Sample auf Cabaret Voltaires The Covenant, the Sword and the Arm of the Lord aus dem Jahr 1985, auf Skinny Puppys Worlock von 1989 und in dem Song My Monkey von Marilyn Manson von 1994 zu hören. The Lemonheads brachten 1988 eine Coverversion von Mansons You’re Home Is Where You’re Happy heraus und Guns N’ Roses veröffentlichten Mansons Look at Your Game, Girl als versteckten Titel auf dem Album The Spaghetti Incident? (1993).
Mansons Konterfei ist auf diversen Merchandising-Artikeln (z. B. T-Shirts, Tassen und Poster) zu sehen, deren Verkauf allein im Zeitraum von 1970 bis 1986 Einnahmen von mehreren Millionen US-Dollar erzeugte. Teilweise verdiente Manson am Verkauf der Artikel mit. Mehr als 30 Bücher wurden über ihn veröffentlicht, darunter Bugliosis Helter Skelter, das sich weltweit über sieben Millionen Mal verkaufte. Manson gab etliche Interviews und erschien mehrfach auf den Titelseiten von US-Zeitschriften wie Life (Ausgabe vom 19. Dezember 1969) oder dem Rolling Stone (Ausgabe vom 25. Juni 1970).
Sein Leben und seine Verbrechen wurden zum Gegenstand der Oscar-nominierten Dokumentation Manson (1973) von Robert Hendrickson und Laurence Merrick sowie des Fernsehfilms Helter Skelter – Die Nacht der langen Messer (1976) und inspirierten Musicals, Theaterstücke und fiktive Handlungen in Filmen wie Once Upon a Time in Hollywood (2019) und Serien (z. B. American Horror Story, South Park, Aquarius oder Mindhunter). In dem 2015 erschienenen fiktiven Spielfilm Manson Family Vacation von Regisseur J. Davis, in dem Schauspieler Tobin Bell eine Nebenrolle verkörpert, begibt sich ein freigeistiger Außenseiter mit seinem bürgerlichen Stiefbruder auf historische Spurensuche nach der Manson Family und ihren Tatorten, um hinterher seinem Bruder zu offenbaren, dass Charles Manson sein biologischer Vater ist.
Der deutsche Autor und Regisseur Jörg Buttgereit realisierte 2018 das Hörspiel Summer of Hate (Alternativtitel von 2022: Manson-Family: Massaker im Sommer der Liebe) über Charles Manson für den WDR. Gesprochen wird Manson von dem Schauspieler Lars Rudolph.